# St. Georg (Kammerstein)

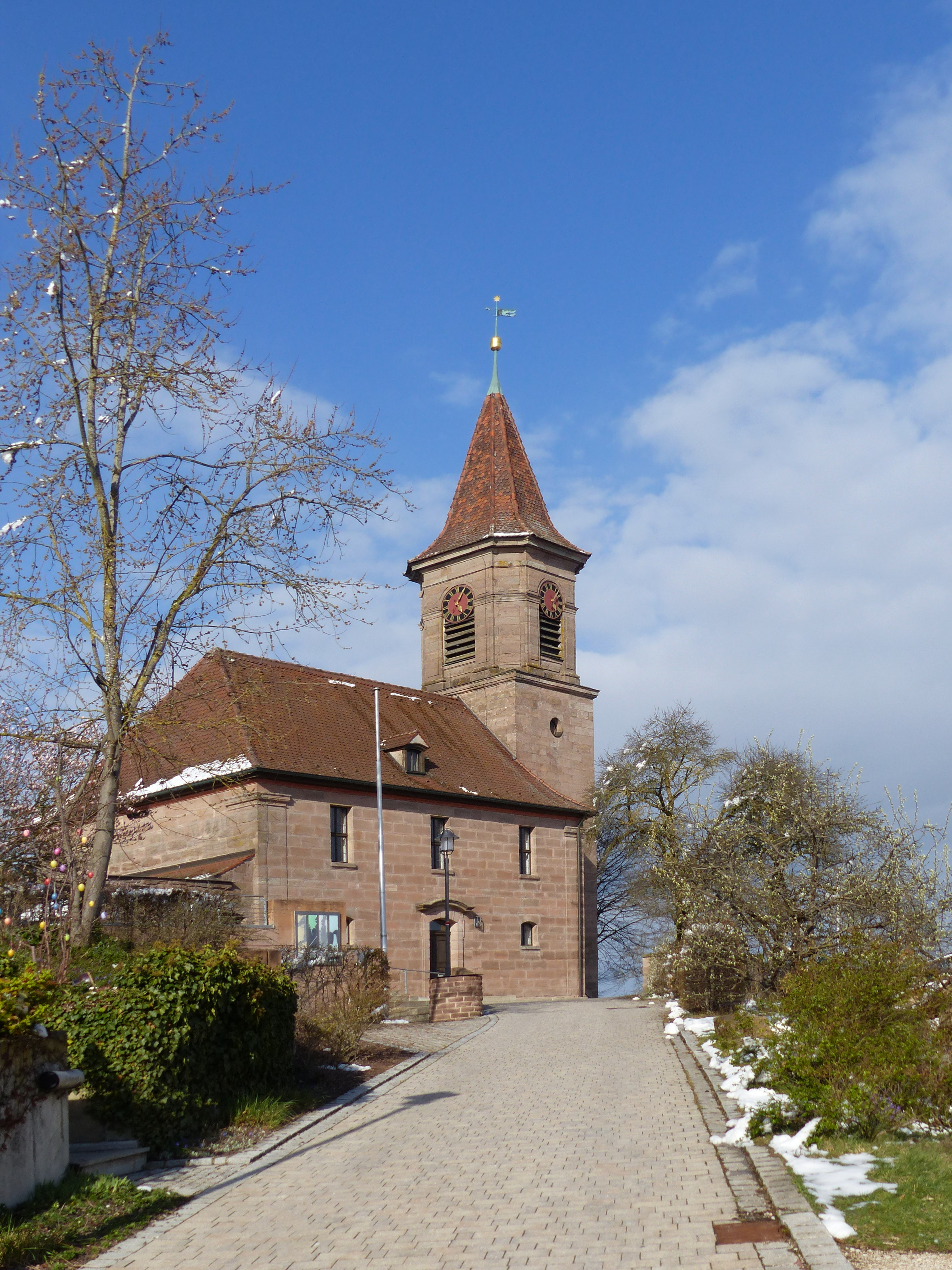
St. Georg in Kammerstein

Die evangelische, denkmalgeschützte Pfarrkirche St. Georg steht in Kammerstein, einer Gemeinde im mittelfränkischen Landkreis Roth. Das Bauwerk ist unter der Denkmalnummer D-5-76-128-5 als Baudenkmal in der Bayerischen Denkmalliste eingetragen. Die Kirche gehört zur Pfarrei Kammerstein in der Region Mitte-West im Evangelisch-Lutherischen Dekanat Schwabach im Kirchenkreis Nürnberg der Evangelisch-Lutherischen Kirche in Bayern.

## Beschreibung

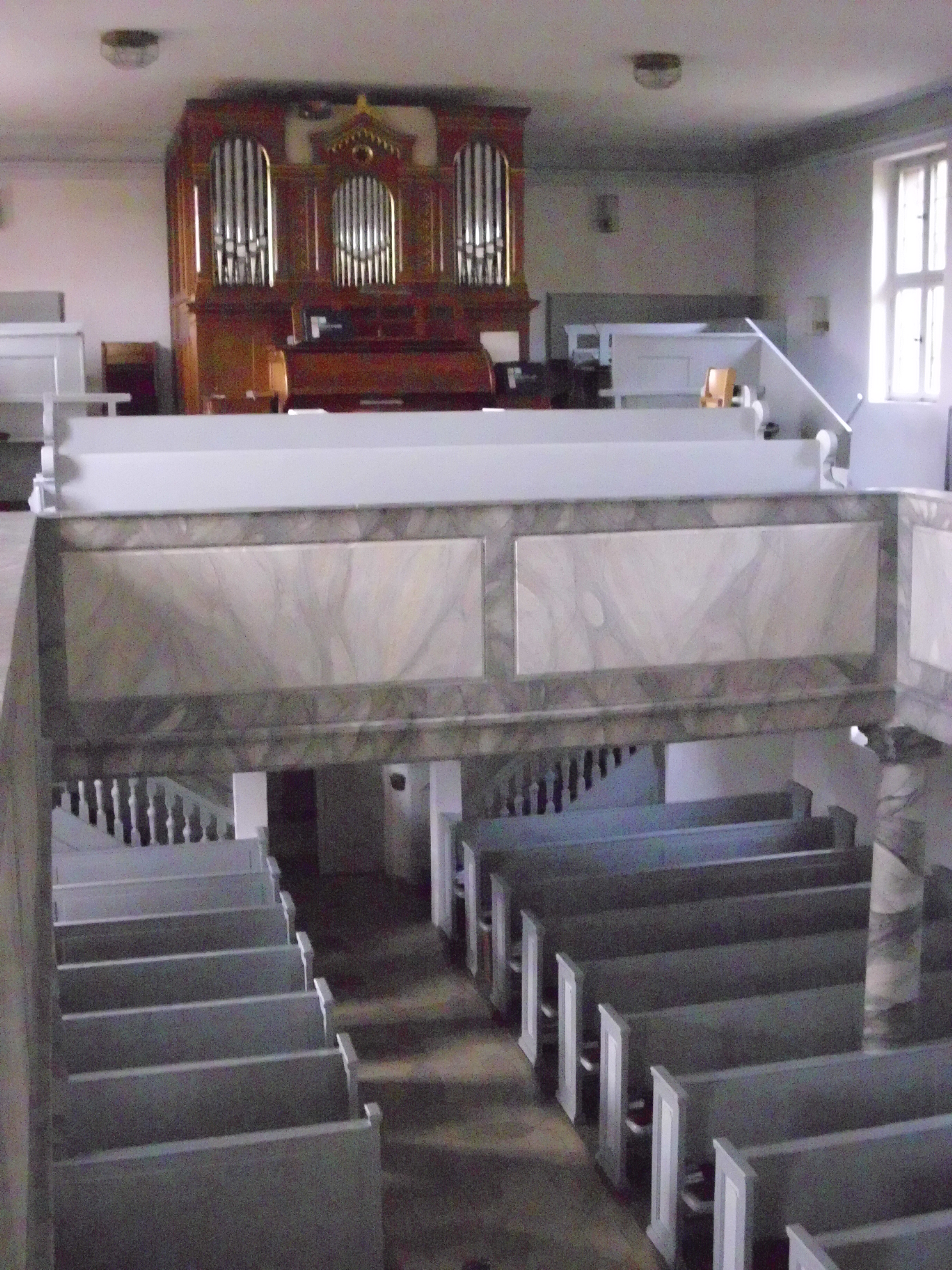
Langhaus mit Blick auf die Orgel

Die Saalkirche aus Quadermauerwerk wurde 1749 nach einem Entwurf von Johann David Steingruber im Markgrafenstil errichtet. Sie besteht aus einem Langhaus und einem Choranschlussturm im Osten, dessen oberstes Geschoss achteckig ist und die Turmuhr und den Glockenstuhl beherbergt, in dem drei Kirchenglocken hängen. Der Innenraum hat eine U-förmige Empore. Auf der Empore dem Kanzelaltar gegenüber steht die Orgel mit 12 Registern und 2 Manualen. Sie wurde von der Thonius Orgelbau errichtet.